# Toby Ng
Tobias Ng (conocido como Toby Ng; Vancouver, 8 de octubre de 1985) es un deportista canadiense que compitió en bádminton. Ganó dos medallas en los Juegos Panamericanos, oro en 2011 y plata en 2015.

## Palmarés internacional
| Juegos Panamericanos | Juegos Panamericanos | Juegos Panamericanos | Juegos Panamericanos |
| Año                  | Lugar                | Medalla              | Prueba               |
| -------------------- | -------------------- | -------------------- | -------------------- |
| 2011                 | Guadalajara (México) | Medalla de oro       | Dobles mixto         |
| 2015                 | Toronto (Canadá)     | Medalla de plata     | Dobles mixto         |